# Lista de episódios de Chuck
Chuck é uma série de televisão, que teve seu início na temporada 2007/2008 nos EUA e terminou na temporada 2011/2012. É estrelada por Zachary Levi e Yvonne Strahovski. Estreou em 24 de setembro de 2007 no canal norte-americano NBC.
No Brasil, estreou no canal Warner Channel em novembro de 2007. Chuck também foi exibida pelo SBT na televisão aberta entre 2008 e 2013. Em Portugal, estreou dia 30 de abril de 2008 na RTP2 e em 16 de junho, no AXN. Foi criada por Josh Schwartz.

## Exibição da série
| Temporada | Temporada | Episódios | Lançamento Original    | Lançamento Original   | Lançamento em DVD      | Lançamento em DVD     | Lançamento em DVD      | Lançamento em Blu-ray  |
| Temporada | Temporada | Episódios | Início da Temporada    | Final da Temporada    | Região 1               | Região 2              | Região 4               | Lançamento em Blu-ray  |
| --------- | --------- | --------- | ---------------------- | --------------------- | ---------------------- | --------------------- | ---------------------- | ---------------------- |
|           | 1         | 13        | 24 de setembro de 2007 | 24 de janeiro de 2008 | 16 de setembro de 2008 | 18 de agosto de 2002  | 3 de junho de 2009     | 11 de novembro de 2008 |
|           | 2         | 22        | 29 de setembro de 2008 | 27 de abril de 2009   | 5 de janeiro de 2010   | 12 de outubro de 2009 | 31 de março de 2010    | 5 de janeiro de 2010   |
|           | 3         | 19        | 10 de janeiro de 2010  | 24 de maio de 2010    | 7 de setembro de 2010  | 11 de outubro de 2010 | 2 de março de 2011     | 7 de setembro de 2010  |
|           | 4         | 24        | 20 de setembro de 2010 | 16 de maio de 2011    | 11 de outubro de 2011  | 3 de outubro de 2011  | 1 de fevereiro de 2012 | 11 de outubro de 2011  |
|           | 5         | 13        | 28 de outubro de 2011  | 27 de janeiro de 2012 | 8 de maio de 2012      | 15 de outubro de 2012 | 1 de agosto de 2012    | 8 de maio de 2012      |

## Episódios

### Primeira temporada: 2007–2008
| № | #  | Título                                                                   | Lançamento original    | Dirigido por          | Escrito por                                | Audiência EUA (em milhões) |
| --- | -- | ------------------------------------------------------------------------ | ---------------------- | --------------------- | ------------------------------------------ | -------------------------- |
| 1 | 1  | "Chuck Contra o Intersetorial" Chuck Versus the Intersect"               | 24 de Setembro de 2007 | McG                   | Josh Schwartz & Chris Fedak                | 9.21                       |
| Chuck Bartowski é um jovem solitário e nerd, especialista em computação que trabalha na Compre Mais. No seu aniversário, recebe um email de um dos seus ex-colegas da faculdade, Bryce Larkin, e de alguma forma, todos os arquivos são capturados pelo seu cérebro e ele passa a ser o próprio computador. Mas Chuck só consegue acessar as informações através de alguns estímulos! As agências de segurança do governo enviam dois agentes, a bela Sarah e o durão John Casey, para recuperar a tal mensagem! Ao descobrirem com quem estão guardadas as valiosas informações, terão que protegê-lo e trabalhar juntos para impedir ataques terroristas, por exemplo. |    |                                                                          |                        |                       |                                            |                            |
| 2 | 2  | "Chuck Contra o Helicóptero" Chuck Versus the Helicopter"                | 01 de Outubro de 2007  | Robert Duncan McNeill | Josh Schwartz & Chris Fedak                | 8.39                       |
| Para acompanharem Chuck de perto, Sarah trabalha como atendente numa lanchonete próxima à Compre Mais e John Casey arruma um emprego na própria loja! Enquanto tenta se acostumar com sua nova rotina de agente secreto, Chuck recebe uma visita surpresa de um médico da CIA que acredita ser capaz de remover o problema! Misteriosamente, o tal médico morre e Chuck se sente inseguro e não sabe em quem confiar. Ao perceber que Sarah estava em perigo, Chuck se arrisca na direção de um helicóptero. Sarah foi namorada do falecido Bryce! |    |                                                                          |                        |                       |                                            |                            |
| 3 | 3  | "Chuck Contra o Tango" Chuck Versus the Tango"                           | 08 de Outubro de 2007  | Jason Ensler          | Matthew Miller                             | 7.21                       |
| Chuck está concorrendo à vaga de gerente adjunto da Compre Mais e por isso tem a tarefa de organizar a grande e bagunçada sala da loja! Já na carreira de espião, Chuck fará sua primeira missão real numa festa: dançará tango para tentar atrair La Ciudad, uma bandida sem rosto, pois, embora seus muitos crimes, nunca havia sido pega! Chuck é a isca! |    |                                                                          |                        |                       |                                            |                            |
| 4 | 4  | "Chuck Contra o Peludo" Chuck Versus The Wookie"                         | 15 de Outubro de 2007  | Alan Kroeker          | Josh Schwartz, Chris Fedak & Allison Adler | 7.9                        |
| Sarah, Chuck e amigos se divertem num jogo. Uma bela e sexy agente da CIA, chamada Karina, é designada para ajudar Sarah a capturar um criminoso: um homem peludo! Chuck descobre que se trata de uma mansão de Malibu esconde um milionário diamante que sustentaria terroristas. A questão é: seria Karina confiável? |    |                                                                          |                        |                       |                                            |                            |
| 5 | 5  | "Chuck Contra o Camarão Frito" Chuck Versus the Sizzling Shrimp"         | 22 de Outubro de 2007  | David Solomon         | Scott Rosenbaum                            | 7.22                       |
| Chuck enfrenta seu primeiro dilema moral: ajudar ou não uma espiã chinesa? Tratava-se da maior espiã chinesa, que, sem autorização do seu governo, quer resgatar seu irmão das garras do chefão da máfia chinesa em Chinatown! Sarah e Casey não o autorizam a ajudá-la; mas ele sente-se propenso a acreditar na espiã chinesa! O que fazer? |    |                                                                          |                        |                       |                                            |                            |
| 6 | 6  | "Chuck Contra o Verme do Deserto" Chuck Versus the Sandworm"             | 29 de Outubro de 2007  | Robert Duncan McNeill | Phil Klemmer                               | 7.65                       |
| Enquanto jogavam no fliperama, um maluco identifica o relógio de Chuck e relaciona que se trata de um agente da CIA e foge! Chuck está cada dia mais afim de Sarah! Ele conhece um colega detetive que o adverte sobre possíveis escutas em sua casa. Decepcionado, Chuck vai tirar satisfação com seus chefes! Ele estava concorrendo à vaga de gerente adjunto na loja, mas, por conta do trabalho de agente, perde a entrevista! |    |                                                                          |                        |                       |                                            |                            |
| 7 | 7  | "Chuck Contra a Universidade" Chuck Versus the Alma Mater"               | 05 de Novembro de 2007 | Patrick Norris        | Anne Cofell Saunders                       | 7.65                       |
| Chuck descobre que um ex-professor na faculdade era agente da CIA e está desaparecido. Como conhecia bem os prédios da universidade, achou que seria fácil descobrir o mistério que envolve o tal sumiço! Esqueceu de um detalhe: ele era um aluno expulso e portanto proibido de entrar lá. Enquanto dribla a segurança da universidade, Chuck também vai descobrindo e entendendo a relação entre Bryce e sua expulsão! |    |                                                                          |                        |                       |                                            |                            |
| 8 | 8  | "Chuck Contra a Verdade" Chuck Versus the Truth"                         | 12 de Novembro de 2007 | Patrick Norris        | Anne Cofell Saunders                       | 7.65                       |
| Embora muito apaixonado por Sarah, mas percebendo que sua relação com ela não passa de uma encenação profissional, Chuck decide terminar o "namoro" e procura uma cliente por quem havia se interessado, a bela Lou! Um homem é envenenado e Ellie, irmã de Chuck, o socorre! Ele era um bandido que fugia com um chip do FBI e, sem que percebesse, o coloca no casaco de Ellie, o que a colocará no centro do perigo! |    |                                                                          |                        |                       |                                            |                            |
| 9 | 9  | "Chuck Contra o Salame Importado" Chuck Versus the Imported Hard Salami" | 19 de Novembro de 2007 | Jason Ensler          | Scott Rosenbaum & Matthew Miller           | 7.79                       |
| Chuck Versus The Imported Hard Salami (Chuck Contra o Salame Importado) Quando Chuck começa a sair com Lou, sua ex, Sarah, sente ciúmes e descobre que seus sentimentos por Chuck não eram somente "profissionais"! Mesmo tendo "sinais" de que Lou já foi namorada de um traficante de armas, Chuck insiste na relação... mas logo percebe que corre perigo pois Lou também é uma criminosa! E ao lado de Sarah, achando que iriam morrer, os dois se beijam! Enquanto isso, Morgan descola uma paquera! Bryce, supostamente morto, aparece "congelado"! |    |                                                                          |                        |                       |                                            |                            |
| 10 | 10 | "Chuck Contra o Rival" Chuck Versus the Nemesis"                         | 26 de Novembro de 2007 | Allison Liddi-Brown   | Chris Fedak                                | 8.42                       |
| Na noite de ação de graças, Bryce volta a aparecer depois de ter fingido sua morte. A missão de Bryce é localizar o cérebro de Chuck para depois destruí-lo! Mas Bryce precisa da ajuda de Chuck para poder provar a Sarah, Casey e a toda CIA que não é nenhum malfeitor. Chuck flagra Sarah e Bryce juntos, sente ciúmes e ainda ouve os dois combinando ir embora juntos! Ela terá coragem de deixar Chuck e seguir Bryce? Morgan é escolhido para liderar um mega evento na Compre Mais! |    |                                                                          |                        |                       |                                            |                            |
| 11 | 11 | "Chuck Contra o Carro Dos Sonhos" Chuck Versus the Crown Vic"            | 03 de Dezembro de 2007 | Chris Fisher          | Zev Borrow                                 | 8.41                       |
| Sarah decide não seguir Bryce! Abalado por saber que ela ainda gosta de Bryce, Chuck deve assumir a sua missão secreta mais difícil: fingir que é o marido de Sarah. Por conta do seu emocional fragilizado, Chuck tem "lampejos falsos", o que compromete o plano de captura de um falsário; colocando em risco Morgan e sua namorada, além de transformar o carro do detetive Casey em alvo para o inimigo! |    |                                                                          |                        |                       |                                            |                            |
| 12 | 12 | "Chuck Contra a Amante Oculta" Chuck Versus the Undercover Lover"        | 21 de Janeiro de 2008  | Fred Toye             | Phil Klemmer                               | 6.88                       |
| Em 2004, John Casey teve um romance com uma jovem russa chamada Ilsa, que se dizia jornalista e fotógrafa. Agora Ilsa reaparece com um noivo chamado Victor Federov. Ele faz parte de um suspeito grupo de russos reunidos num hotel, onde Chuck, em missão, é confundido com um primo de alguém! As coisas ficam mais complicadas, quando se descobre que Ilsa é, na verdade, uma espiã francesa! |    |                                                                          |                        |                       |                                            |                            |
| 13 | 13 | "Chuck Contra o Marlin" Chuck Versus the Marlin"                         | 21 de Janeiro de 2008  | Allan Kroeker         | Matthew Lau                                | 7.02                       |
| Incrível, o namorado de Ellie, pede para Chuck guardar o caríssimo anel de noivado pra ele enquanto planeja como fará o pedido! Para não correr o risco da irmã achar o anel, Chuck acha melhor escondê-lo na Compre Mais! No dia seguinte, a loja é assaltada e lá se foi o anel também! Sarah e Casey descobrem que o assalto à loja foi uma investida para descobrirem a identidade do "O Intersetor"! Chuck vai ter que desaparecer! |    |                                                                          |                        |                       |                                            |                            |

### Segunda temporada: 2008–2009
| № | #  | Título                                                          | Lançamento Original     | Dirigido por          | Escrito por                      | Audiência EUA (em milhões) |
| --- | -- | --------------------------------------------------------------- | ----------------------- | --------------------- | -------------------------------- | -------------------------- |
| 14 | 01 | "Chuck Contra o Primeiro Encontro" Chuck Versus the First Date" | 29 de Setembro de 2008  | Jason Ensler          | Josh Schwartz & Chris Fedak      | 6.83                       |
| Chuck livre, um novo intersetorial está quase pronto e por isso Casey tem menos de 48 horas para eliminá-lo! Sentindo-se pronto, Chuck decide convidar Sarah para um verdadeiro "primeiro encontro". Todo o romantismo do momento é quebrado quando o casal se vê cercado por bandidos! Mesmo com a ordem de eliminar Chuck persistindo, Cassey se empenha pra mantê-lo vivo! Por sorte, o novo intersetorial explode graças a uma sabotagem de Fulcrum! Chuck, sem saber o risco que corria, se mantém no "posto".                                                                                              |    |                                                                 |                         |                       |                                  |                            |
| 15 | 02 | "Chuck Contra a Sedução" Chuck Versus the Seduction"            | 06 de Outubro de 2008   | Allan Kroeker         | Matthew Miller                   | 5.83                       |
| De volta ao posto de intersetorial e funcionário exemplar da Compre Mais, Chuck está com toda disposição para trabalhar. Para ajudá-lo na missão do momento, um ex-detetive da CIA, Ron, no melhor estilo 007, dá dicas pra ele seduzir a perigosa Sacha! Para alegria de Chuck, terá que "treinar" com Sarah! A suspeita da CIA se confirma: Cifra não foi destruída! Ela está de volta e faz Sarah e Cassey reféns! O experiente Ron os adverte que não há chance de todos sobreviverem! |    |                                                                 |                         |                       |                                  |                            |
| 16 | 03 | "Chuck Contra o Rompimento" Chuck Versus the Break-Up"          | 13 de Outubro de 2008   | Robert Duncan McNeill | Scott Rosenbaum                  | 6.17                       |
| Chuck se frustra ao flagar seu rival afetivo, Bryce Larkin no quarto de Sarah! Até então, Chuck não sabia que se tratava de "casal-disfarce", com a missão de recuperar um chip com informações sobre a CIA (inclusive sobre chuck), que estava em poder da organização Fulcrum! Nesta missão cabe a Chuck, disfarçado de garçom, morrer de ciúmes de Sarah na festa com Bryce, a ponto de nem conseguir fazer seu trabalho. |    |                                                                 |                         |                       |                                  |                            |
| 17 | 04 | "Chuck Contra os Pumas" Chuck Versus the Cougars"               | 20 de Outubro de 2008   | Patrick Norris        | Allison Adler                    | 6.87                       |
| Sarah não consegue evitar um reencontro com Heather Chandler, uma amiga da época do colégio. Para sua surpresa, o noivo dela é o alvo de sua próxima missão! Chuck aproveita a oportunidade para conhecer mais o secreto passado de Sarah. Enquanto isso, Big Mike viaja e deixa a loja sob o comando de Lester. |    |                                                                 |                         |                       |                                  |                            |
| 18 | 05 | "Chuck Contra Tom Sawyer" Chuck Versus Tom Sawyer"              | 27 de Outubro de 2008   | Norman Buckley        | Phil Klemmer                     | 6.70                       |
| Chuck é metralhado com perguntas de Ellie e Devon no café da manhã sobre seus planos para o futuro! Um executivo chega ao compre mais para avaliar os funcionários, o perito em eficiência Emmet, que promete fazer da vida de todos um inferno! Chuck identifica um terrorista global se aproximando do atrapalhado Jeff! Cabe a Chuck descobrir qual o interesse nessa aproximação explosiva! |    |                                                                 |                         |                       |                                  |                            |
| 19 | 06 | "Chuck Contra a Ex" Chuck Versus the Ex"                        | 10 de Novembro de 2008  | Jay Chandrasekhar     | Zev Borow                        | 6.34                       |
| A serviço da Compre Mais, Chuck reencontra sua ex-namorada Jill! Abalado ao rever sua antiga paixão, ele diz ser um empresário bem sucedido do ramo de informática! Sua mentira veio em boa hora pois ao conhecer o chefe de Jill, teve um lampejo: era um cientista com propósitos letais! Então a CIA investe em Chuck: carro caro, roupas sofisticadas e tudo o que fosse necessário para ele descobrir se Jill é ou não cúmplice do cientista! |    |                                                                 |                         |                       |                                  |                            |
| 20 | 07 | "Chuck Contra o Segredo De La Fleur" Chuck Versus the Fat Lady" | 17 de Novembro de 2008  | Jeffrey G. Hunt       | Matthew Lau                      | 6.89                       |
| Chuck e Jill estão curtindo o romance; enquanto ela o ajuda a decifrar as charadas para chegar a seu ex-chefe, o explosivo La Fleur. O novo supervisor da Compre Mais, Emmet, está intrigado com tantos serviços externos que Chuck realiza! Jill é sequestrada por Fulcro! Surge então uma dúvida: Jill seria tão confiável assim? |    |                                                                 |                         |                       |                                  |                            |
| 21 | 08 | "Chuck Contra o Gravitron" Chuck Versus Gravitron"              | 24 de Novembro de 2008  | Allison Liddi-Brown   | Chris Fedak                      | 6.53                       |
| Chuck descobre a verdadeira identidade de Jill ao ser sequestrado por ela e obrigado a abrir portas para Fulcrum. Chuck então se vale de toda sua inteligência e se refugia num brinquedo chamado Gravitron. Enquanto isso, na Compre Mais, Big Mike confia a loja aos três funcionários malucos em pleno período de Ação de Graças! |    |                                                                 |                         |                       |                                  |                            |
| 22 | 09 | "Chuck Contra o Sensei" Chuck Versus the Sensei"                | 01 de Dezembro de 2008  | Jonas Pate            | Anne Cofell Saunders             | 7.33                       |
| Chuck Versus The Sensei (Chuck Contra O Sensei) Chuck, ainda em choque com as descobertas recentes sobre Jill, encara mais uma missão: capturar Sensei, um ex-agente renegado e atualmente no topo da lista da CIA entre os mais procurados. Casey foi treinado e formado por Sensei e está inconformado por descobrir que seu mestre não era o exemplo que sempre acreditou ser. Enquanto isso, Ellie está irritada com a visita surpresa de seus futuros sogros, que se oferecem para planejar o casamento. Emmet recorre ao concurso de funcionário do mês pra tentar motivar os funcionários da Compre Mais! |    |                                                                 |                         |                       |                                  |                            |
| 23 | 10 | "Chuck Contra o Delorean" Chuck Versus the Delorean"            | 08 de Dezembro de 2008  | Ken Whittingham       | Matthew Miller                   | 6.94                       |
| No dia de folga de Sarah, Chuck a espiona. Ao vê-la acompanhada de um homem mais velho, deduz que se trata de um novo namorado! Chuck tem um lampejo em relação ao homem e tenta advertir Sarah quando ela revela que o tal homem é seu pai. Enquanto isso, Morgan é pressionado por Anna a morar com ela! |    |                                                                 |                         |                       |                                  |                            |
| 24 | 11 | "Chuck Contra o Papai Noel" Chuck Versus Santa Claus"           | 15 de Dezembro de 2008  | Robert Duncan McNeill | Scott Rosenbaum                  | 7.66                       |
| Às vésperas do Natal, um carro invade a Compre Mais. O suposto assaltante faz todos reféns, inclusive Ellie e o namorado que faziam compras. Chuck, num lampejo, descobre que o negociador da polícia era um homem do Fulcrum. Na realidade, era uma armadilha para pegar Sarah e John, para chegar a Bryce, pensando ser ele o intersetorial! Quando o bandido descobre que Chuck é o intersetorial, Sarah não se intimida e entra em ação! |    |                                                                 |                         |                       |                                  |                            |
| 25 | 12 | "Chuck Contra o Rei do Rock" Chuck Versus the King of Rock"     | 02 de Fevereiro de 2009 | Robert Duncan McNeill | Chris Fedak                      | 8.45                       |
| A missão de Chuck desta vez é proteger o famoso roqueiro Tyler Martin, inclusive escondendo-o dos fãs. Mas o hábil Tyler convence Chuck a acompanhá-lo numa balada. A diversão rolava tranquila até que Chuck lampeja uma das gatas e descobre a ligação dela com poderosos criminosos que estão fazendo Tyler de isca! |    |                                                                 |                         |                       |                                  |                            |
| 26 | 13 | "Chuck Contra os Subúrbios" Chuck Versus the Suburbs"           | 16 de Fevereiro de 2009 | Jay Chandrasekhar     | Phil Klemmer                     | 6.84                       |
| Há mais de um ano fingindo ser namorados, a próxima missão promete ser fácil: Sarah e Chuck, casados, vão viver no subúrbio para investigar um vizinho suspeito de terrorismo. Enquanto isso, Big Mike é dispensado pela namorada, e seus empenhados funcionários o cadastram num site de relacionamento. |    |                                                                 |                         |                       |                                  |                            |
| 27 | 14 | "Chuck Contra o Melhor Amigo" Chuck Versus the Best Friend"     | 23 de Fevereiro de 2009 | Peter Lauer           | Allison Adler                    | 6.59                       |
| Morgan, abandonado por Anna, pede ao amigo Chuck para espioná-la. Ao flagrar Ana com um oriental, Chuck tem um lampejo que o identifica como líder de uma gangue da pesada: roubo, drogas e tráfico de armas. Por conta da missão, a General, chefona de Chuck, exige que ele se torne amigo do oriental! Chuck está num impasse: como ficar amigo do novo namorado da ex do seu melhor amigo? |    |                                                                 |                         |                       |                                  |                            |
| 28 | 15 | "Chuck Contra o Bonitão" Chuck Versus the Beefcake"             | 02 de Março de 2009     | Patrick Norris        | Matthew Miller & Scott Rosenbaum | 6.56                       |
| Mesmo com o fim do relacionamento, Chuck não controla seu ciúme ao ver Sarah em missão com um agente bonitão, Cole Parker. Por isso quase põe a vida dela em risco! Ao flagrar um beijo entre ao dois, Chuck decide aceitar o convite de Morgan pra morar com ele. Morgan não quer mais morar com sua mãe desde que ela começou a namorar seu chefe, o Big Mike! Cole sabe que Chuck é o intersetorial e, quando ele é capturado, Sarah decide morar com Chuck para protegê-lo! |    |                                                                 |                         |                       |                                  |                            |
| 29 | 16 | "Chuck Contra a Arma Letal" Chuck Versus the Lethal Weapon"     | 09 de Março de 2009     | Allan Kroeker         | Zev Borow & Matthew Lau          | 5.80                       |
| Enquanto Cole está sob tortura pra revelar o que sabe sobre o intersetorial, Chuck não sabe como contar para Morgan que não morará mais com ele. Cole consegue se safar dos homens de Fulcrum e, ao procurar Sarah, deixa Chuck com ciúmes. Chuck descobre que um homem chamado Perseu poderia ajudá-lo a ter uma vida normal, ou seja, sem o intersetorial. Chuck só pensa em encontrá-lo! Cole se declara a Sarah! |    |                                                                 |                         |                       |                                  |                            |
| 30 | 17 | "Chuck Contra o Predador" Chuck Versus the Predator"            | 23 de Março de 2009     | Jeremiah Chechik      | Chris Fedak                      | 6.16                       |
| Ao descobrir que Chuck poderá ter contato com Orion, a CIA e a NSA se mobilizam, pois suspeitam que se trate de um trote do pessoal da fulcrum. Orion envia um computador pra Chuck, mas acaba caindo em mãos erradas: Jeff e Lester acham que se trata de um lançamento, que então seria exclusivo da sua loja, que nem a unidade de Beverlly Hills teria! Para recuperá-lo, Chuck acaba sequestrado e fará de tudo para evitar que o “predador” abata o helicóptero onde está Orion. Tudo indica que Orion morreu para proteger Chuck!                                                                         |    |                                                                 |                         |                       |                                  |                            |
| 31 | 18 | "Chuck Contra o Coração Partido" Chuck Versus the Broken Heart" | 30 de Março de 2009     | Kevin Bray            | Allison Adler                    | 5.72                       |
| Desconfiando que o grau de comprometimento afetivo entre Sarah e Chuck possa interferir no trabalho, a durona general Beckman envia a "versão feminina de John Casey", a agente Alex Forrest, que logo conclui que Sarah deve ser substituída. Enquanto isso, Devon, cunhado de Chuck, faz sua festa de despedida de solteiro! |    |                                                                 |                         |                       |                                  |                            |
| 32 | 19 | "Chuck Contra o Emprego Ideal" Chuck Versus the Dream Job"      | 06 de Abril de 2009     | Robert Duncan McNeill | Phil Klemmer & Cory Nickerson    | 6.10                       |
| A vida de chuck parece mudar... Enfim, graças a Sarah, chega à casa de seu pai, Steve, e o convence a comparecer ao casamento de Ellie. Em missão Chuck se infiltra na empresa dos seus sonhos; só não sabia que o todo poderoso da empresa Ted, inimigo número um de seu pai! O inteligente Chuck logo liga uma coisa à outra, descobre que seu pai é Orion e que um novo Intersect da Fulcrum está sendo construído por Ted. |    |                                                                 |                         |                       |                                  |                            |
| 33 | 20 | "Chuck Contra a Primeira Morte" Chuck Versus the First Kill"    | 13 de Abril de 2009     | Norman Buckley        | Scott Rosenbaum                  | 6.21                       |
| Steve desapareceu! Chuck percebe que o governo não está se empenhando ao máximo para encontrar seu pai, por isso decide se infiltrar na Fulcrum! Ele ainda convence a general Beckman que Jill, sua perigosa ex-namorada, é a melhor opção deles no momento. Em troca ele a oferece ajuda para sair da prisão! É possível confiar em Jill? Chega um auditor à Compre Mais para avaliar o trabalho de Emmet! General Beckman quer acabar com o projeto de Chuck! Sarah desobedece sua superior e foge com Chuck!                                                                                                  |    |                                                                 |                         |                       |                                  |                            |
| 34 | 21 | "Chuck Contra o Coronel" Chuck Versus the Colonel"              | 20 de Abril de 2009     | Peter Lauer           | Matthew Miller                   | 6.11                       |
| Chuck e Sarah seguem, sem permissão da general Beckman, para "Pedra Negra", onde o Sr. Steve estaria. No caminho, os dois se descobrem um casal e se entregam ao romance. Os dois são localizados por Fulcrum e por John Casey! Desconfiado de John, Devon entra na casa dele e acaba "preso" nas engenhocas do militar. Por uma manobra errada de Morgan Emmett é promovido na Compre Mais. Casey é promovido a coronel. Steve remove o intersetorial de Chuck! |    |                                                                 |                         |                       |                                  |                            |
| 35 | 22 | "Chuck Contra o Anel" Chuck Versus the Ring"                    | 27 de Abril de 2009     | Robert Duncan McNeill | Chris Fedak & Allison Adler      | 6.20                       |
| Morgan e Chuck pedem demissão da Compre Mais. Chuck recebe uma recompensa financeira pelo fim da missão. Ao saber que Sarah iria trabalhar com Bryce, o novo intersetorial, fica com ciúmes. Durante a festa de casamento de Ellie, Chuck é surpreendido por Ted Roark e pela Fulcrum que, com violência, prometem acabar com tudo, inclusive com a vida de Ellie. Bryce cai numa armadilha muito perigosa e, ao ajudá-lo, Chuck sofre uma "nova carga". Ele seria um intersetorial ainda mais inteligente? |    |                                                                 |                         |                       |                                  |                            |

### Terceira temporada: 2010
| № | #  | Título                                                              | Lançamento Original     | Dirigido por             | Escrito por                     | Audiência EUA (em milhões) |
| --- | -- | ------------------------------------------------------------------- | ----------------------- | ------------------------ | ------------------------------- | -------------------------- |
| 36 | 01 | "Chuck Contra o Treinamento" Chuck Versus Pink Slip"                | 10 de Janeiro de 2010   | Robert Duncan McNeill    | Chris Fedak & Allison Adler     | 7.70                       |
| Depois da morte de Bryce e com o upgrade do Intersetorial 2.0, Chuck percebe que ganhou novas habilidades. E ele inacreditavelmente, troca uma fuga com Sarah por um treinamento em Praga para ser espião da CIA. E após os seis meses fracassados no treinamento de espião, Chuck é dispensado por falta de autocontrole emocional e volta para sua cidade, lamentando sua vida sem a amada e sem o emprego no Compre Mais. Mas para sua surpresa, Sarah e Casey continuam em Burbank. Morgan volta do Havaí sem emprego e sem Anna. Ellie e Devon se mudam e deixam a casa pra Chuck e Morgan. O durão gerente do Compre Mais, Emmet, é morto por um bandido a procura de Chuck! Chuck e Morgan voltam a trabalhar no Compre Mais. |    |                                                                     |                         |                          |                                 |                            |
| 37 | 02 | "Chuck Contra as Três Palavras" Chuck Versus the Three Words"       | 10 de Janeiro de 2010   | Peter Lauer              | Allison Adler & Scott Rosenbaum | 7.20                       |
| Karina está de volta em Burbank, e a equipe Bartowski junto com ela são atribuídos a uma nova missão: a de recuperar uma arma poderosa e misteriosa do traficante de armas Karl Stromberg, do qual, Karina finge estar apaixonada só pra coletar informações. Nessa missão, as emoções de Chuck entram no caminho. Big Mike volta a ser o gerente do Compre Mais. |    |                                                                     |                         |                          |                                 |                            |
| 38 | 03 | "Chuck Contra o Anjo da Morte" Chuck Versus the Angel De La Muerte" | 11 de Janeiro de 2010   | Jeremiah Chechik         | Phil Klemmer                    | 7.35                       |
| A nova missão de Chuck é uma operação de espionagem de proteção de um ditador de Costa Gravas: o General Alejando, o qual, Casey já tentou matar várias vezes. O Incrível acaba se envolvendo nessa missão. |    |                                                                     |                         |                          |                                 |                            |
| 39 | 04 | "Chuck Contra a Operação Incrível" Chuck Versus Operation Awesome"  | 18 de Janeiro de 2010   | Robert Duncan McNeill    | Zev Borow                       | 6.65                       |
| Chuck tem seu cunhado Devon sequestrado pela agente do Anel (uma nova sociedade do mal: a Aliança), a malvada Sidney Prince, pensando ela que Devon é o espião da família Bartowski. Devon tem a missão de entrar em um prédio secreto da CIA e matar um homem que está numa sala: Daniel Shaw, um agente especial da CIA e que investiga o Anel. O Incrível vai atrás de Chuck pedir ajuda, e Chuck será seu protetor nessa missão. A promoção de Morgan para gerente-adjunto muda sua relação com Jeff e Lester. |    |                                                                     |                         |                          |                                 |                            |
| 40 | 05 | "Chuck Contra a Primeira Classe" Chuck Versus First Class"          | 25 de Janeiro de 2010   | Fred Toye                | Chris Fedak                     | 6.98                       |
| Daniel Shawn (que agora perece fazer parte da equipe)diz estar revendo a utilidade de Chuck e culpa Sarah e John por mimarem o rapaz, e mesmo assim, o envia para sua primeira missão em Paris!Na primeira classe do avião, Chuck, ao lado de uma bela passageira, Hannah (a quem Chuck convida para trabalhar no Compre Mais devido ela ter perdido seu emprego), lampeja um perigoso militante do Anel, Hugo Panzer, e para seu desespero, descobre que sua missão seria no ar e não em terra! No fim do episódio é desvendado o “mistério” que envolvia Shaw. Sua esposa também era uma agente da CIA, e morreu coletando informações do Anel. |    |                                                                     |                         |                          |                                 |                            |
| 41 | 06 | "Chuck Contra o Provador de Nachos" Chuck Versus the Nacho Sampler" | 01 de Fevereiro de 2010 | Allan Kroeker            | Matt Miller & Scott Rosenbaum   | 6.73                       |
| Chuck treina uma nova empregada Nerd chamada Hannah que aceitou trabalhar lá, enquanto que em seu outro trabalho, ele precisa lidar com um ativo ligado ao Anel. Na condição de agente da CIA, em uma investigação, ele precisa fingir ser amigo de um suspeito agente do Anel que está desenvolvendo uma arma letal, fã de nachos. |    |                                                                     |                         |                          |                                 |                            |
| 42 | 07 | "Chuck Contra a Máscara" Chuck Versus the Mask"                     | 08 de Fevereiro de 2010 | Michael Schultz          | Phil Klemmer                    | 6.60                       |
| Morgan e Ellie descobrem sobre a viagem de Chuck à Paris e se juntam para descobrir a verdade por trás do seu comportamento secreto. Sarah está com Shaw em uma missão: roubar a Máscara de Alexandre antes da Aliança, e para sua irritação, ele tenta se aproximar dela. A situação só piora quando Chuck e Hannah também são mandados para o local da missão e Hanna é apanhada; e Shaw e Sarah também estavam com suas vidas na balança devido ao gás venenoso que foi liberado da Máscara de Alexandre. Chuck se aproxima ainda mais da Hannah. Ellie e Morgan dão de cara com o Chuck aos beijos com a Hannah, e concluíram que ele estava agindo estranho por conta de seu namoro secreto. Pra Ellie foi um alívio, pro Morgan, que estava investindo na Hannah, nem tanto. |    |                                                                     |                         |                          |                                 |                            |
| 43 | 08 | "Chuck Contra o Nome Falso" Chuck Versus the Fake Name"             | 01 de Março de 2010     | Jeremiah Chechik         | Allison Adler                   | 6.70                       |
| Chuck deve assumir a identidade de um perigoso assassino para sua nova missão; Sarah acaba por desvendar seu verdadeiro nome a Shaw e Chuck ouve.Chuck termina seu relacionamento com Hannah.Sarah começa um relacionamento com Shaw. |    |                                                                     |                         |                          |                                 |                            |
| 44 | 09 | "Chuck Contra a Barba" Chuck Versus the Bearb"                      | 08 de Março de 2010     | Zachary Levi             | Scott Rosenbaum                 | 6.37                       |
| Chuck está há uma semana sem lampejar devido as suas fortes emoções, e é deixado para trás no castelo durante uma missão. Triste por ter sido deixado para trás pelos colegas, Chuck ainda tem que enfrentar uma entrevista dos supostos futuros compradores da loja! Enquanto Sarah e Shaw se infiltram como um casal num hotel para localizar um agente do Anel; Chuck e Morgan são pegos pelos falsos entrevistadores que invadem o castelo e que na realidade são inimigos de Shawn! Amarrados e certos que não sairiam vivos dessa, Chuck conta para Morgan que ele é um espião! |    |                                                                     |                         |                          |                                 |                            |
| 45 | 10 | "Chuck Contra o Tic Tac" Chuck Versus the Tic Tac"                  | 15 de Março de 2010     | Patrick Norris           | Rafe Judkins & Lauren LeFranc   | 5.85                       |
| James Keller (que faz parte do Anel), antigo coronel de Casey, o incumbiu de roubar a pílula Laudanol (uma droga do cofre da CIA) ou eles matariam sua ex-noiva Kathleen, a quem ele abandonou para servir seu país (Kathleen estava grávida quando Casey a abandonou, mas ele não sabia. Sua filha se chama Alex, seu antigo nome). Fazendo isso, foi acusado de traição e levado preso, mas Chuck ( que durante a missão tomou o Laudanol para virar o super espião que perde seus sentimentos durante uma missão) e Sarah não desistiriam tão fácil assim de Casey e o ajudaram a proteger a sua antiga noiva, sua filha e eliminar o seu antigo chefe no processo. General Beckman é obrigada a liberar Casey e fazê-lo um simples civil por usar suas informações em proveito próprio. Devon (que está pirando com essa coisa de espião) decide levar a Ellie para a África para trabalharem no Médicos Sem Fronteiras, bem quando ela foi aceita no emprego que sempre sonhou, mas ele acaba cedendo e resolver seguir o sonho da esposa. Devon e Morgan descobrem que ambos sabem o segredo de Chuck. Chuck definitivamente está se tornando um espião de verdade, para o descontentamento de Sarah. |    |                                                                     |                         |                          |                                 |                            |
| 46 | 11 | "Chuck Contra o Exame Final" Chuck Versus the Final Exam"           | 22 de Março de 2010     | Robert Duncan McNeill    | Zev Borow                       | 5.46                       |
| Chuck é enviado numa missão solo para descobrir se ele está pronto para ser um verdadeiro espião. Sua missão é descobrir a verdadeira identidade de um agente duplo, ao fazer isso, pensa que sua missão acabou,mas Sarah o convida para um encontro e chegando lá, Chuck descobre que terá que matar o agente, o que incomoda Sarah. Graças à bondade de Chuck, o agente duplo foge e Chuck e Sarah vão atrás dele. Chuck o alcança e mira a arma em sua direção, mas quem acaba matando o agente é Casey. Mas para todos os efeitos, foi Chuck quem puxou o gatilho. Sarah fica decepcionada ao pensar que Chuck virou um assassino e prefere manter distância dele, inclusive, pensa em ir para Washington com Shaw. |    |                                                                     |                         |                          |                                 |                            |
| 47 | 12 | "Chuck Contra o Herói Americano" Chuck Versus the American Hero"    | 29 de Março de 2010     | Jeremiah Chechik         | Max Denby                       | 5.68                       |
| Chuck é oficialmente declarado como espião e recebe da General Beckman sua próxima missão, que ocorrerá em Roma, com o direito de criar sua própria equipe, com os melhores espiões que a Agência puder oferecer. Mas Chuck só tem olhos para uma agente: Walker, e está determinado a conseguir sua garota de volta. Casey, Morgan e o Incrível se juntam para ajudar Chuck a reconquistá-la. O diretor do Anel marca um encontro com Shaw e sabendo que eles o querem vivo, Shaw decide com a General que vai se entregar, denunciando a localização do “Quartel General da Aliança” para que possam bombardeá-lo. Sarah não aceita isso tão facilmente e está certa de que deve ir salvá-lo, quando Chuck a impede. O nerd, percebendo o quanto Daniel é importante para a agente, o segue e o tira de lá antes que tudo seja bombardeado. Com isso e com a revelação de Casey para Sarah de quem foi ele que matou o agente, Chuck reconquista sua garota, e les atém pensam em fugir. Mas enquanto estava preso com a Aliança, Shaw descobre que sua mulher foi assassinada por Sarah, em seu batismo de sangue. O que ele irá fazer?! |    |                                                                     |                         |                          |                                 |                            |
| 48 | 13 | "Chuck Contra o Outro Cara" Chuck Versus the Other Guy"             | 05 de Abril de 2010     | Peter Lauer              | Chris Fedak                     | 5.80                       |
| Shaw supostamente sequestra Sarah. Chuck com uma equipe de resgate tentam salvá-la. Shaw mostra a Sarah que ela matou sua mulher, mas demonstra um gesto de perdão. Shaw, Sarah e Chuck vão em uma missão para descobrir a localização do diretor do Anel e supostamente a missão é um sucesso. Mas Chuck com ajuda de Morgan, acaba descobrindo que Shaw se aliou ao Anel e Sarah novamente desaparece. Chuck pede a ajuda de Casey para encontra-lá. Shaw e Sarah vão a Paris, Shaw tenta matá-la mais Chuck e Casey chegam a tempo e Chuck mata Shaw. Casey pega o Diretor do Anel e o entrega para a General Beckmahn em troca de seu emprego de volta e que Morgan trabalhe para a CIA. Chuck e Sarah começam um relacionamento de verdade. |    |                                                                     |                         |                          |                                 |                            |
| 49 | 14 | "Chuck Contra a Lua de Mel" Chuck Versus the Honeymooners"          | 26 de Abril de 2010     | Robert Duncan McNeill    | Allison Adler                   | 5.78                       |
| Ainda na Europa, Sarah e Chuck curtem a lua de mel num trem e prometem abandonar a vida de espiões, até que eles encontram um terrorista basco chamado Juan Diego Arnaldo em seu trem e decidem detê-lo como última missão antes de fugirem de vez. O que eles não sabiam é que o terrorista tinha se entregado, e estava sendo levado por agentes da Interpol, assim, Chuck e Sarah complicam um pouco a missão. Enquanto isso, Beckman ordena a Casey que use Morgan para encontrar o casal foragido. Ao mesmo tempo, Devon e Ellie (que decidiu ir para África) estão tendo sua festa de despedida, para ir a África, mas estão desapontados com o sumiço de Chuck! Chuck e Sarah se dão conta de que não querem desistir da vida de espião. |    |                                                                     |                         |                          |                                 |                            |
| 50 | 15 | "Chuck Contra o Cargo de Modelo" Chuck Versus the Role Models"      | 03 de Maio de 2010      | Fred Toye                | Phil Klemmer                    | 5.34                       |
| Inicialmente, Chuck convida Sarah para morar com ele, mas Sarah não acha uma boa ideia. Devon e Ellie começam seu novo trabalho como Médicos Sem Fronteiras na República Democrática do Congo, onde Ellie encontra dificuldades em se adaptar.Eles conhecem um homem chamado Justin, que diz ser o coordenador da segurança. Em sua nova missão, Chuck e Sarah são designados como observadores para o super casal espião Craig e Laura Turner, o melhor casal que a CIA já produziu, a fim de observar e aprender com eles, enquanto Casey é ordenado a treinar Morgan. Mas o "super casal" acaba por dar trabalho a Chuck e Sarah. Devon supostamente pega malária (Justin fez parecer assim, ele na verdade é um agente do Anel), e ele e Ellie devem voltar. Sarah aceita morar com Chuck. |    |                                                                     |                         |                          |                                 |                            |
| 51 | 16 | "Chuck Contra o Dente" Chuck Versus the Tooth"                      | 10 de Maio de 2010      | Daisy von Scherler Mayer | Zev Borow & Max Denby           | 5.33                       |
| Chuck começa a ter sonhos perturbadores e agora ele acredita que seu sonho mais recente predita algum tipo de perigo. General Beckman não acredita e convence Chuck a passar pelo psiquiatra da CIA, Dr. Leo Dreyfus, que diz que talvez o intersetorial esteja afetando o subconsciente de Chuck; o que pode levá-lo a insanidade. Desesperado, Chuck omite o diagnóstico de Sarah. Daí então os lampejos dão lugar aos "sonhos" que o "avisam" que o presidente da Zâmbia será morto numa cerimônia. Convencido do perigo, Chuck vai a uma cerimônia com Morgan, onde o presidente estaria presente e parte para cima de um renomado cientista acusando-o de ser o assassino. Ao agredi-lo um dente é atirado ao chão, o qual Chuck acredita conter um chip com informações! Por conta desta agressão, Chuck é internado numa clínica psiquiátrica para ex-espiões da CIA! Mas para alívio de todos, é descoberto que Chuck tinha razão e ele é liberado pelo Dr. Leo Dreyfus. Enquanto isso, Ellie fica surpresa quando vê Justin, que diz ser da CIA e que precisa da ajuda dela para encontrar seu pai Steven, e acusa Casey de "monitorá-la"!. Anna retorna ao Buy More para reatar com Morgan, mas ele a dispensa. |    |                                                                     |                         |                          |                                 |                            |
| 52 | 17 | "Chuck Contra o Morto Vivo" Chuck Versus the Living Dead"           | 17 de Maio de 2010      | Jay Chandrasekhar        | Lauren LeFranc & Rafe Judkins   | 5.20                       |
| Temendo afastar Sarah, Chuck vive preocupado com sua possível deterioração mental, sobretudo porque agora seus sonhos revelam que Shaw estaria vivo. Então decide pedir a ajuda de Morgan, mas Sarah estranha e acaba descobrindo sobre a possibilidade de Shaw estar vivo. Então, eles com a ajuda de Casey começam a investigar. Ellie a pedido de Justin tenta encontrar seu pai, e para sua surpresa, ele acaba aparecendo. Chuck e Sarah vão em busca de mais pistas sobre Shaw. Sua investigação torna-se complicada quando Steve J. Bartowski descobre que Chuck fez o download do Intersect 2.0, e Steve sabe que isso pode levar seu filho a loucura. Imediatamente ele vai embora. Ao se despedir do pai, fiel a Justin, Ellie coloca um rastreador da CIA nele! Chuck com a ajuda de Sarah resolve ir atrás do pai para se explicar. Em sua casa, Steve é atacado pelos agentes do Anel, mas Chuck e Sarah chegam e salvam sua vida. Os agentes do Anel estavam atrás do Governador, um programa que Steven criou e que tem o poder de controlar o Intersetorial, evitando assim, que a pessoa fique louca. Steve promete criar um para Chuck. Ellie é feita refém por Justin em nome da segurança nacional. |    |                                                                     |                         |                          |                                 |                            |
| 53 | 18 | "Chuck Contra o Metrô" Chuck Versus the Subway"                     | 24 de Maio de 2010      | Matt Shakman             | Matt Miller                     | 4.96                       |
| Chuck vê Shaw; e ele, Sarah e Casey tentam achá-lo, e acabam entrando em um prédio que pensavam ser do Anel, mas que na verdade era da CIA. Chuck vê Justin e o ataca. Ellie vê tudo e fica sem entender nada. A briga continua e Chuck e Justin vão parar dentro de uma sala onde superiores questionavam a general Beckman sobre Chuck. O trio Bartowski acaba indo todo para essa sala, onde Shaw (que em segredo, está com um intersetorial na cabeça) reaparece em grande estilo, detalhando o "estado de saúde" de Chuck! Essa aparição foi a prova que Shaw e o Anel tomaram conta da CIA. E toda a operação Bartowski é cancelada.Correndo contra o tempo, Casey procura sua filha e pede para que ela fuja com a mãe. Mas ele, Sarah e a General Beckman acabam sendo presos. Enquanto isso, Steve ajuda Chuck a fugir e dá pra ele um Governador. Ellie descobre que Chuck é espião. Sabendo que Sarah foi presa, Chuck decide voltar para salvá-la. Shaw, num tiro certeiro, mata Sr. Bartowski, prende Chuck e rouba o seu Governador. |    |                                                                     |                         |                          |                                 |                            |
| 54 | 19 | "Chuck Contra o Anel: Parte II" Chuck Versus the Ring: Part II"     | 24 de Maio de 2010      | Robert Duncan McNeill    | Josh Schwartz & Chris Fedak     | 5.16                       |
| Devon e Morgan conseguem salvar o trio Bartowski de serem presos. Agora eles precisam correr contra o tempo para deter Shaw, que segundo a General Beckman que dar um Golpe de Estado, tomando seu lugar na CIA e infiltrar todo o Anel dentro da CIA e da NSA. Ellie não tira da cabeça uma imagem da sua infância : seu pai lhe pedindo para sempre cuidar de Chuck. Por isso ela pressiona o irmão a deixar a vida de espião e ele, promete, que assim que pegar Shaw se demitirá. Enquanto isso, Big Mike recebe a informação de que o Compre Mais deve fechar suas portas e Lester e Jeff dão-lhe a ideia de fazer uma liquidação. Em uma Conferência da CIA, a equipe Bartowski junto com a ajuda de Morgan, conseguem desmascarar Shaw e prender os 5 Anciões da Aliança, mas Shaw consegue fugir e Chuck está a beira da loucura. Morgan demonstra interesse por Alex, o que não agrada Casey. Shaw aparece no Compre Mais e o enche de bombas. Um superior de Big Mike aparece por lá pra reclamar da liquidação e Jeff aciona o alarme de incêndio para todos fugirem, e sem saber, salva muitas vidas. Mas Shaw continua no Compre Mais e sequestra Sarah. Chuck aparece e luta com Shaw, vencendo-o no final e conseguindo o Governador de volta. Morgan (que está gostando da filha de Casey, o que deixa o Coronel nada feliz) sem querer, explode o Compre Mais. Tudo termina bem e Chuck e a equipe ganham mais prestígio, e ele diz a Ellie que manterá sua promessa. Mas para surpresa de Chuck, ele descobre que de acordo com os arquivos do pai, na antiga casa dos Bartowskis, eles tem muito o que fazer, inclusive localizar a própria mãe, Mary. |    |                                                                     |                         |                          |                                 |                            |

### Quarta temporada: 2010–2011
| № | #  | Título                                                                       | Lançamento Original                            | Dirigido por          | Escrito por                           | Audiência EUA (em milhões) |
| --- | -- | ---------------------------------------------------------------------------- | ---------------------------------------------- | --------------------- | ------------------------------------- | -------------------------- |
| 55 | 01 | "Chuck Contra o Aniversário" Chuck Versus the Aniversary"                    | 20 de Setembro de 2010 6 de Julho de 2011      | Robert Duncan McNeill | Chris Fedak                           | 5.79                       |
| Chuck abandona a vida de espião, mas começa uma busca por sua mãe enquanto tenta manter tudo em segredo da CIA (inclusive Sarah e Casey) e de sua irmã - Chuck (Zachary Levi) e Morgan (Joshua Gomez) partem em uma missão ao redor do mundo para encontrar a mãe de Chuck, Mary Bartowski, que também é espiã (Linda Hamilton), com as pistas deixadas por seu pai em sua base secreta, mas não encontram muita coisa e voltam. Chuck decide voltar a ser espião (mas por enquanto, prefere esconder de Ellie e de Devon) e pede ajuda a Sarah e Casey para encontrar sua mãe. De volta à sua casa, Ellie (Sarah Lancaster) compartilha uma grande novidade com Chuck. |    |                                                                              |                                                |                       |                                       |                            |
| 56 | 02 | "Chuck Contra a Mala" Chuck Versus the Suitcase"                             | 27 de Setembro de 2010 13 de Julho de 2011     | Gail Mancuso          | Rafe Judkins & Lauren LeFranc         | 5.37                       |
| O Incrível está eufórico e exageradamente cuidadoso com relação a gravidez de Ellie. Chuck e Morgan voltam a trabalhar na nova Compre Mais. Chuck percebe que há um "Calcanhar de Aquiles" em seu relacionamento. Chuck e Sarah viajam para uma semana de moda em Milão para recuperarem uma munição de bala inteligentes que são controladas por microchip, e que estão na mão de uma modelo, Sofia Stepanova, que na verdade trabalha pra Volkoff, e é bastante astuta. Casey (Adam Baldwin) reluta para firmar raízes em Burbank, mas resolve se aproximar mais de sua filha. Chuck pensa em construir uma família com Sarah. |    |                                                                              |                                                |                       |                                       |                            |
| 57 | 03 | "Chuck Contra o Cubic Z" Chuck Versus the Cubic Z"                           | 04 de Outubro de 2010 20 de Julho de 2011      | Norman Buckley        | Nicholas Wootton                      | 5.38                       |
| A ideia de ter um filho não agrada muito Sarah. A missão romântica de Chuck (Zachary Levi) e Sarah (Yvonne Strahoviski) para Mônaco é arruinada, já que um veículo de detentos que deu problema, e, que estava a caminho da montanha Yucca é direcionado ao Compre Mais e ele devem ficar na base até um helicóptero chegar para levar os prisioneiros. Enquanto o anel ia rolando pelos dutos, Chuck e Sarah conversavam sobre o seu relacionamento e como Sarah ficou assustada com a ideia dele de formar uma família. Eles acabam fazendo um acordo de irem devagar com o relacionamento. A aliança que Big Mike iria dar para a mãe de Morgan cai diante deles. Chuck se ajoelha para pegar antes de notar o que fez. Sarah fica assustada e Chuck não sabe como reagir, e isso causa um constrangimento entre o casal. |    |                                                                              |                                                |                       |                                       |                            |
| 58 | 04 | "Chuck Contra o Golpe do Estado" Chuck Versus Coup D'Eat"                    | 11 de Outubro de 2010 03 de Agosto de 2011     | Robert Duncan McNeill | Kristin Newman                        | 5.33                       |
| Morgan tentar ajudar Chuck a melhorar a comunicação com Sarah, lhe entregando um livro de "pré-casamento". Ellie propõe a Devon uma viagem, o que acontece em boa hora, já que o General Alejandro Goya os convida a ir a Costas Gravas para passarem um final de semana. Chuck se oferece para ir com Sarah. Enquanto isso, Casey deve encarar o interesse que Morgan tem em sua filha. Morgan começa a namorar Alex. Chuck descobre que o General comprou o sistema nuclear nas Indústrias Volkoff. Chuck conta a Ellie que está procurando a mãe deles. |    |                                                                              |                                                |                       |                                       |                            |
| 59 | 05 | "Chuck Contra o Treinador Lock" Chuck Versus Couch Lock"                     | 18 de Outubro de 2010 10 de Agosto de 2011     | Michael Schultz       | Henry Alonso Myers                    | 5.23                       |
| Casey recorda de uma antiga missão no Irã em que estava com sua antiga equipe, na qual eles se voltaram contra ele para roubar uma enorme quantia de ouro, mas mesmo assim, Casey conseguiu deté-los. Chuck recebe arquivos de Costa Gravas com detalhes de operações da Organização Volkoff. Vendo os arquivos com Sarah, Chuck tem lampejos sobre a antiga equipe de Casey (e que agora trabalham pra Volkoff), já que estes podem saber alguma coisa sobre sua mãe; e resolvem falar com ele para pedir ajuda. Morgan se atrapalha na hora de executar o plano, e Casey é capturado. Mas ele salva a todos, quase perdendo a vida. Casey ajuda Morgan a reatar com Alex. Chuck decepcionado, resolve parar de procurar sua mãe, mas acaba recebendo uma ligação dela! |    |                                                                              |                                                |                       |                                       |                            |
| 60 | 06 | "Chuck Contra o Corredor do Terror" Chuck Versus Aisle Of Terror"            | 25 de Outubro de 2010 17 de Agosto de 2011     | John Scott            | Craig DiGregorio                      | 5.45                       |
| A mãe de Chuck marca um encontro com ele. Chuck e Sarah vão juntos; e o primeiro encontro entre nora e sogra não foi lá muito amigável. Mary revela que está profundamente infiltrada na Volkoff desde os 9 anos de Chuck e que só apareceu para impedir que seja vendida uma arma muito perigosa desenvolvida pelo cientista Dr. Wheelwright: atroxium, que libera uma toxina que induz pesadelos e leva a pessoa à loucura. Mary pede que Chuck seja o comprador. Então, quando a Mary aparece para o encontro, ele é raptada por Sarah e Casey e Chuck é forçado a dizer para Ellie o que evitou por um tempo: que a mãe deles é uma espiã. |    |                                                                              |                                                |                       |                                       |                            |
| 61 | 07 | "Chuck Contra a Primeira Briga" Chuck Versus First Fight"                    | 01 de Novembro de 2010 31 de Agosto de 2011    | Allan Kroeker         | Rafe Judkins & Lauren LeFranc         | 5.47                       |
| Mary fica detida na base. A General confirma tudo que Casey descobriu sobre ela, e diz que Mary deverá ser presa. Chuck e Sarah enfrentam a primeira crise em seu relacionamento, pois ele fica chateado por ela ter prendido sua mãe e não ter confiado nele; Morgan também fica chateado com Casey. Chuck tenta investigar se Stephen deixou alguma coisa para Ellie a respeito de Mary. Mesmo sem permissão, Chuck, que quer provar que sua mãe é inocente, vai falar com ela. Mary Bartowski conta para Chuck que se uniu a Volkoff para proteger seu disfarce e que ao mesmo tempo se juntou à agência de espionagem MI6, e dá a ele uma fonte para confirmar tudo: O seu contato Gregory Tuttle (interpretado pelo ex-Bond Timothy Dalton). E Gregory Tuttle não é um informante do MI6, e sim Alexei Volkoff, e tudo não passou de um plano para que ele pudesse destruir todas as pesquisas do pai de Chuck, junto com ele e Sarah. |    |                                                                              |                                                |                       |                                       |                            |
| 62 | 08 | "Chuck Contra o Medo da Morte" Chuck Versus Fear Of Death"                   | 15 de Novembro de 2010 07 de Setembro de 2011  | Robert Duncan McNeill | Nicholas Wootton                      | 5.43                       |
| General Beckman acha que a mãe de Chuck apenas desligou o Intersetorial de sua cabeça e envia cientistas para tentar religá-lo. Morgan e Casey devem conter uma situação perigosa na Buy More, pois Lester e Jeff estão tentando descobrir a verdadeira identidade de Greta (uma espiã que trabalha lá). E por enquanto, nada de Frost e Volkoff. Rye é morto e Chuck é capturado. Apenas Casey é designado a achar Chuck, mas mesmo assim, Sarah resolve ir também. Casey e Morgan prometem ajudá-la. |    |                                                                              |                                                |                       |                                       |                            |
| 63 | 09 | "Chuck Contra a Fase Três" Chuck Versus Three Phase"                         | 22 de Novembro de 2010 14 de Setembro de 2011  | Anton Cropper         | Kristin Newman                        | 4.80                       |
| O Belga tenta religar o Intersetorial de Chuck, o induzindo a uma série de sonhos para que possa ser removida a famosa pedra emocional que prende o seu Intersetorial. Enquanto isso, a equipe Bartoswki (principalmente Sarah) se esforça para achá-lo. General Beckman ainda quer Chuck trabalhando para ela com ou sem Intersetorial. |    |                                                                              |                                                |                       |                                       |                            |
| 64 | 10 | "Chuck Contra as Sobras" Chuck Versus the Leftovers"                         | 29 de Novembro de 2010 28 de Setembro de 2011  | Zachary Levi          | Henry Alonso Myers                    | 6.17                       |
| Volkoff descobre que Chuck está vivo e manda Frost contratar assassinos para terminar o que começou. Morgan leva Chuck a uma 'aula de combate' de stripkick. Chuck e Sarah são atacados pelos assassinos, mas Frost aparece e os salva. À noite, uma mulher aparece no Compre Mais dizendo querer comprar um smartphone. Volkoff ameaça matar Sarah, mas Frost a salva. Eles vão embora e tudo termina bem. Devon reclama com Chuck pelo fato ocorrido, e entrega a ele o laptop de Stephen. Chuck liga o laptop e ganha de novo o seu Intersetorial. |    |                                                                              |                                                |                       |                                       |                            |
| 65 | 11 | "Chuck Contra a Varanda" Chuck Versus the Balcony"                           | 17 de Janeiro de 2011 05 de Outubro de 2011    | Jay Chandrasekhar     | Max Denby                             | 5.97                       |
| Chuck em um jantar meio atrapalhado, tenta pedir a mão de Sarah em casamento, mas acaba não dando certo. A equipe Bartowski é mandada em uma missão na França, em um vinhedo francês, para encontrar um nano-chip que contem informações sobre as prisões secretas da CIA na Europa, mas eles não são os únicos atrás do nano-chip, Pierre um terrorista francês, também o quer. Chuck tenta novamente pedir Sarah em casamento na varanda do chateau, mas a CIA aparece e leva Sarah presa, acusada de traição. Casey aconselha Chuck. Chuck descobre que tudo não passou de um plano para que Sarah tivesse seu disfarce estragado para ela poder se infiltrar nas Indústrias Volkoff. |    |                                                                              |                                                |                       |                                       |                            |
| 66 | 12 | "Chuck Contra o Comilão" Chuck Versus the Gobbler"                           | 24 de Janeiro de 2011 12 de Outubro de 2011    | Milan Cheylov         | Craig DiGregorio                      | 6.06                       |
| Morgan se preocupa com Chuck devido Sarah ter ido embora, mas Chuck está confiante com relação a ela. Volkoff fica sabendo da suposta traição de Sarah e aceita que ela trabalhe para ele, mas Frost tenta alertá-lo sobre Sarah. Volkoff dá a Sarah uma missão: libertar Yuri, o Comilão, da cadeia; ele é a ponte de Volkoff para seu banco de dados de armas e pessoal, de codinome Hydra. Sarah arma um plano com Casey para que Volkoff acredite em sua morte, e entrega a ele informações sobre a organização. Chuck vê tudo. Ellie e Devon finalmente concordam com o nome do bebê. O plano acaba não dando muito certo e Casey é hospitalizado. |    |                                                                              |                                                |                       |                                       |                            |
| 67 | 13 | "Chuck Contra o Push Mix" Chuck Versus the Push Mix"                         | 31 de Janeiro de 2011 26 de Outubro de 2011    | Peter Lauer           | Rafe Judkins & Lauren LeFranc         | 5.57                       |
| Casey continua no hospital. Chuck encontra as informações que Sarah deu a Casey. Sarah e Frost temtam descobrir para onde Volkoff fez o download da Hydra e descobrem que ele a enviou a outra pessoa, A Condessa; Sarah avisa a General. Enquanto isso, Chuck e Morgan decidem bolar um plano e embarcar em uma missão para derrubar Alexei Voolkoff; o primeiro passo: ir atrás de Roni Eimacher, o criador do olho de Yuri que continha a Hydra. Chuck fica sabendo que Ellie vai dar a luz e corre para o hospital. Enquanto isso, ela tenta acalmar a ansiedade terrível de Devon em ser pai, e Casey o aconselha. Todos chegam ao hospital. Clara nasce. Chuck pede Sarah em casamento. |    |                                                                              |                                                |                       |                                       |                            |
| 68 | 14 | "Chuck Contra Sedução Impossível" Chuck Versus Seduction Impossible"         | 07 de Fevereiro de 2011 02 de Novembro de 2011 | Patrick Norris        | Chris Fedak & Kristin Newman          | 5.41                       |
| O agente Roan Montgomery, que estava em uma missão é capturado em Marrrocos. Em Burbank, todos cuidam de Clara, e Morgan se prepara para conhecer a mãe de Alex, e pergunta a Casey se ele pode falar que ele está vivo. Todos começam a dar palpites sobre o casamento de Chuck e Sarah, e eles ficam nervosos. Enquanto isso, Mary cria laços com sua família. Roan aconselha Chuck e Sarah. Roan seduz Fatima e consegue a localização da fábrica e Chuck e Sarah resgatam Casey. Roan e Beckman se acertam. Casey vê que Kathleen já tem alguém. Chuck e Sarah também se acertam. |    |                                                                              |                                                |                       |                                       |                            |
| 69 | 15 | "Chuck Contra o Esquadrão das Gatas" Chuck Versus the Cat Squad"             | 14 de Fevereiro de 2011 09 de Novembro de 2011 | Paul Marks            | Nicholas Wootton                      | 5.47                       |
| Chuck surpreende Sarah com sua velha equipe de espionagem, a C.A.T Squad, levando a uma missão no Rio de Janeiro. Conforme a C.A.T. trabalha para empatar o placar com Augusto Gaez, antigos segredos e ressentimentos vêm à tona. De volta a Buy More, Morgan se afasta dos avanços da Karina, uma antiga paixão e membro do C.A.T.. |    |                                                                              |                                                |                       |                                       |                            |
| 70 | 16 | "Chuck Contra o Mascarado" Chuck Versus the Masquerade"                      | 21 de Fevereiro de 2011 23 de Novembro de 2011 | Patrick Norris        | Rafe Judkins & Lauren LeFranc         | 5.482                      |
| Os Dia dos Namorados é interrompido quando Chuck e a equipe são enviados para uma missão na Inglaterra em um baile de máscaras para proteger uma jovem herdeira, Vivian McArthur. Enquanto isso, Casey recebe uma oferta do misterioso Jane Bentley. Em casa, Ellie e Devon encontram uma solução pouco provável para um problema parental, conforme Morgan pondera uma grande jogada. |    |                                                                              |                                                |                       |                                       |                            |
| 71 | 17 | "Chuck Contra o Primeiro Banco do Mal" Chuck Versus the First Bank of Evil"  | 28 de Fevereiro de 2011 30 de Novembro de 2011 | Frederick E.O. Toye   | Henry Alonso Myers & Craig DiGregorio | 5.353                      |
| Chuck pressiona Vivian McArthur a entrar em contato com sua vilã interior para uma missão. Enquanto isso, Sarah tenta entrar em contato com sua noiva interior enquanto o casamento se aproxima. A busca de Morgan por um novo companheiro de quarto toma um rumo inesperado. |    |                                                                              |                                                |                       |                                       |                            |
| 72 | 18 | "Chuck Contra a Equipe A" Chuck Versus the A-Team"                           | 14 de Março de 2011 07 de Dezembro de 2011     | Kevin Mock            | Phil Klemmer                          | 4.922                      |
| Chuck e Sarah começam a investigar quando suspeitam que Casey está tomando missões particulares. Chuck teme que os novos dispositivos da CIA vão torná-lo obsoleto. Morgan encontra um novo colega de quarto, e Devon fica apavorado quando Ellie se interessa por uma linha de pesquisa potencialmente perigosa. |    |                                                                              |                                                |                       |                                       |                            |
| 73 | 19 | "Chuck Contra o Assassinato" Chuck Versus the Murder"                        | 21 de Março de 2011 21 de Dezembro de 2011     | Allan Kroeker         | Alex Katsnelson & Kristin Newman      | 4.230                      |
| Chuck é encarregado de uma missão de alta prioridade, mas suas habilidades de liderança são levadas ao limite quando há um assassinato na Fortaleza. Enquanto isso, Incrível recebe uma missão dele mesmo, quando Ellie encontra um novo passatempo alarmante. Em outra parte, a liderança de Morgan também é testada na Buy More. |    |                                                                              |                                                |                       |                                       |                            |
| 74 | 20 | "Chuck Contra a Família Volkoff" Chuck Versus the Family Volkoff "           | 11 de Abril de 2011 28 de Dezembro de 2011     | Robert Duncan NcNeil  | Amanda Kate Shuman & Nicholas Wootton | 4.028                      |
| Chuck toma um susto quando Sarah lhe entrega um contrato pré-nupcial a ele. Enquanto isso Chuck tenta descobrir sobre a arma que Vivian Volkoff lhe entregou, onde somente uma pessoa sabe o que é isso, Alexei Volkoff. Mary fica assustada quando Ellie descobre alguns segredos no computador de seu pai, Ellie desconfia que sua mãe está apagando informações de seu computador e tenta descobrir o que está acontecendo. Alexei é surpreendido pela traição de sua filha Vivian quando deixa ele para trás. |    |                                                                              |                                                |                       |                                       |                            |
| 75 | 21 | "Chuck Contra o Casamento dos Meus Sonhos" Chuck Versus the Wedding Planner" | 18 de Abril de 2011 04 de Janeiro de 2012      | Anton Cropper         | Rafe Judkins & Lauren LeFranc         | 4.219                      |
| Chuck e Sarah pedem ajuda ao pai de Sarah quando eles são enganados com seu dinheiro de casamento. Morgan pressiona Casey a encarar a mãe de Alex. |    |                                                                              |                                                |                       |                                       |                            |
| 76 | 22 | "Chuck Contra o Agente X" Chuck Versus the Agent X "                         | 02 de Maio de 2011 18 de Janeiro de 2012       | Robert Duncan McNeill | Phil Klemmer & Craig diGregorio       | 4.097                      |
| Chuck e Sarah deixam de lado o trabalho de espionagem para ter um final de semana de farra, mas os planos de Incrível para a grande noite de Chuck não saem bem como esperado. Enquanto isso, a investigação de Ellie no computador de seu pai a leva a uma descoberta de mudar vidas. |    |                                                                              |                                                |                       |                                       |                            |
| 77 | 23 | "Chuck Contra os Últimos Detalhes " Chuck Versus the Last Details "          | 09 de Maio de 2011 25 de Janeiro de 2012       | Peter Lauer           | Henry Alonso Myers & Kristin Newman   | 4.099                      |
| A preparação para o casamento de Chuck e Sarah inclui um detalhe final: garantir que a mãe do noivo consiga ir viva à cerimônia. As responsabilidades de Morgan como padrinho inclui sua mais perigosa missão até o momento, já que ele dá de cara com Vivian Volkoff. Em algum outro lugar, Ellie cuida dos últimos detalhes do jantar de ensaio e procura pela ajuda de uma fonte improvável. |    |                                                                              |                                                |                       |                                       |                            |
| 78 | 24 | "Chuck Contra o Suspense " Chuck Versus the Cliffhanger "                    | 16 de Maio de 2011 01 de Fevereiro de 2012     | Robert Duncan McNeil  | Chris Fedak & Nicholas Wootton        | 4.53                       |
| Operação Bartowski luta para derrubar Vivian Volkoff enquanto ela ameaça Chuck e o seu casamento com Sarah. Antes que ele possa, beijar a noiva, Chuck deve alistar sua festa de casamento para derrubar Vivian Volkoff (atriz convidada Lauren Cohan) e impedir que ela destrua o grande dia. Quando ele se vira para Alexei Volkoff (ator convidado Timothy Dalton) para ajudar a CIA envia seu agente mais resistente, Clyde Decker (ator convidado Richard Burgi), para detê-los. |    |                                                                              |                                                |                       |                                       |                            |

### Quinta temporada: 2011–2012
A quinta temporada teve treze episódios. Em 13 de maio de 2011 a NBC confirmou que a temporada estrearia no outono (primavera no Brasil) de 2011, retornando às sextas-feiras às 20h no canal